# 反覆橫跳
反覆橫跳（日语：反復横跳び），是一項在三條以一公尺為間隔劃出的線之間進行的体育运动，可用來訓練敏捷性。日本將之用作小学体育的測驗项目。

## 規則
先在地面上畫間隔一公尺的線共三條，並跨立於中央線上，開始後按照右、中、左、中、右的順序移動，每跨過一條線算作跳了一次。重覆此循環20秒，並計算最終總共跳了幾次。計次方式為“完全越线”或“踩线”。

## 網絡流行語
反覆橫跳不僅是體育教育項目，亦是網絡流行用語，源自動畫《在下坂本，有何貴幹？》，后来被网络流行，用来形容一种「立场不定」、「忽左忽右」、「反覆无常」的行为，意思和粵語的「彈出彈入」相近。